# Marcelo Mabilia
Marcelo Mabilia (nacido el 31 de octubre de 1972) es un exfutbolista brasileño que se desempeñaba como delantero.
Jugó para clubes como el Grêmio, Internacional, Fluminense, Criciúma, Júbilo Iwata, Juventude, Guarani, Coritiba y Figueirense.

## Trayectoria

### Clubes
- Grêmio (1991-1993)
- Internacional (1993)
- Otros clubes:Mogi Mirim, Fluminense, Ypiranga, Tubarão,  Criciúma, Júbilo Iwata (en Japón), Juventude, Guarani, Coritiba, Figueirense, Náutico y Ulbra
- Ulbra (2004), se retiró mientras estaba en este club[3]

| Club          | País   | Año         |
| ------------- | ------ | ----------- |
| Grêmio        | Brasil | 1991 - 1993 |
| Internacional | Brasil | 1993        |
| Mogi Mirim    | Brasil | 1994        |
| Fluminense    | Brasil | 1994        |
| Ypiranga      | Brasil | 1995        |
| Tubarão       | Brasil | 1996        |
| Criciúma      | Brasil | 1996        |
| Júbilo Iwata  | Japón  | 1997        |
| Internacional | Brasil | 1997 - 1998 |
| Juventude     | Brasil | 1999 - 2000 |
| Guarani       | Brasil | 2000        |
| Coritiba      | Brasil | 2001        |
| Juventude     | Brasil | 2001        |
| Figueirense   | Brasil | 2002        |
| Náutico       | Brasil | 2003        |
| Ulbra         | Brasil | 2004        |